# Majed Al-Amri
Majed Al-Amri (Arabia Saudita; 15 de septiembre de 1985) es un futbolista de Arabia Saudita que juega en la posición de defensa, y que actualmente milita en la Al-Thoqbah Club de la Segunda División de Arabia Saudita.

## Carrera

### Club
| Periodo   | Club            |
| --------- | --------------- |
| 2005–2010 | Ettifaq FC      |
| 2010–2012 | Al-Shabab FC    |
| 2012–2014 | Ettifaq FC      |
| 2014–2015 | Al-Shoulla FC   |
| 2015–2017 | Al-Nahda        |
| 2017–2018 | Al-Kawkab FC    |
| 2018–2020 | Al-Thoqbah Club |
| 2020–2021 | Al Jeel Club    |
| 2021–     | Al-Thoqbah Club |

### Selección nacional
Jugó para Arabia Saudita en tres ocasiones de 2007 a 2009 y participó en la Copa Asiática 2007.

## Logros
- Liga Profesional Saudí (1): 2011-12
- Copa de Clubes Campeones del Golfo (1): 2006, 2010